# Casanare
Casanare är ett av Colombias departement. Det ligger i nordöstra Colombia på Colombias östliga slätt. Casanare gränsar mot departementen Arauca, Boyacá och Meta. Administrativ huvudort är Yopal.

## Kommuner i Casanare
1. Aguazul
2. Chámeza
3. Hato Corozal
4. La Salina
5. Maní
6. Monterrey
7. Nunchía
8. Orocué
9. Paz de Ariporo
10. Pore
11. Recetor
12. Sabanalarga
13. Sácama
14. San Luis de Palenque
15. Támara
16. Tauramena
17. Trinidad
18. Villanueva
19. Yopal